# Intelligence finanziaria
L'intelligence finanziaria, nota anche con l'acronimo FININT (dall'inglese financial intelligence), è la raccolta, analisi e diffusione di informazioni e dati riguardanti transazioni finanziarie o più in generale operazioni economiche, per comprendere la natura, le capacità e per prevedere le intenzioni di entità monitorate.
Uno degli scopi principali dell'intelligence finanziaria consiste nell'identificare le transazioni finanziarie che possono celare attività criminali come riciclaggio di denaro o finanziamento del terrorismo ma anche usura, evasione fiscale, criminalità organizzata, pedopornografia, realizzazioni di armi di distruzioni di massa, truffe etc.
La financial intelligence può essere suddivisa in tre aree principali: raccolta, analisi e indagine. La raccolta viene normalmente effettuata da un'agenzia governativa, nota come Financial Intelligence Unit (FIU). L'agenzia raccoglierà informazioni sulle attività sospette o operazioni sospette (SAR/SOS) solitamente fornite da intermediari finanziari o altri soggetti obbligati come parte dei requisiti normativi.
La fase di analisi consiste nell'analizzare a livello microaggregato singole posizioni o a livello macroaggregato grandi volumi di flussi finanziari anche utilizzando tecniche di data mining al fine di identificare i soggetti potenzialmente impiegati in una particolare attività illecita.
La fase di indagine consiste nello sviluppo investigativo delle informazioni di intelligence fornite dalla financial intelligence unit alle forze di polizia e alla magistratura alla fine della repressione e prevenzione di eventuali reati.

## In Italia
In Italia l'autorità nazionale primariamente competente della raccolta e dell'analisi di elementi FININT è l'Unità di Informazione Finanziaria per l'Italia (UIF) istituita in posizione di indipendenza presso la Banca d'Italia. La UIF è la financial intelligence unit nazionale e, in quanto tale, partecipa agli scambi di informazioni con gli altri paesi per finalità di contrasto al riciclaggio e al finanziamento del terrorismo. 
Le analisi tecniche elaborate dall'UIF sono trasmesse tempestivamente al Nucleo Speciale di Polizia Valutaria (NSPV) della Guardia di Finanza e alla Direzione Investigativa Antimafia (DIA) organi competenti per gli accertamenti investigativi.
La stessa Guardia di Finanza svolge attività di intelligence economico-finanziaria nelle proprie indagini di polizia.